# Cadillac
Cadillac (amerikansk udtale:"kædɨlæk") er et amerikansk luksus-bilmærke ejet af General Motors. Cadillac-biler sælges i over 50 lande, men hovedsageligt i Nordamerika. Cadillac er i dag den anden ældste amerikanske bilfabrikant efter det ligeledes General Motors ejede mærke Buick og blandt de ældste i verden.
Cadillac blev grundlagt i 1902 af Henry Leland, en mekaniker og iværksætter, som opkaldte virksomheden efter sin forfader, Antoine de la Mothe Cadillac, grundlæggeren af byen Detroit.
Virksomhedens våbenskjold er baseret på det våbenskjold Antoine de la Mothe Cadillac skabte til sit bryllup i Quebec i 1687. General Motors opkøbte virksomheden i 1909 og i løbet af seks år byggede virksomheden fundamentet for moderne samlebåndsproduktion.

## Galleri
- Cadillac 6 1/2HP Tonneau 1903
- Cadillac 8 1/4HP Surrey 1904
- Cadillac 10HP Tonneau 1904
- Cadillac 6 1/2HP Rear-entrancetonneau 1904
- Cadillac 8 1/4HP Detachable-top limousine 1904
- Cadillac 8 1/4HP Tonneau 1904
- Cadillac 8 1/4HP Tonneau 1904
- Cadillac 8 1/2HP Tonneau 1904
- Cadillac 10HP Tonneau 1904
- Cadillac 9HP Limousine
- 1908 Cadillac Model S
- 1929 Cadillac
- 1960 Cadillac